# Sophie Reynolds
Sophie Reynolds, född 2 april 1999, är en amerikansk skådespelerska.

## Film och TV
- Finding Oblivion
- Gamer's Guide to Pretty Much Everything
- Big Hero 6: The Series
- Youth & Consequences
- Prince of Peoria
- L.A.'s Finest
- The Lion Guard